# عبدالعالی المحمدی
عبدالعالی المحمدی (انگلیسی: Abdelali Mhamdi؛ زادهٔ ۲۹ نوامبر ۱۹۹۱) بازیکن فوتبال اهل مراکش است.
از باشگاه‌هایی که در آن بازی کرده‌است می‌توان به باشگاه فوتبال الکوکب المراکشی اشاره کرد.
وی همچنین در تیم ملی فوتبال مراکش بازی کرده‌است.